# UCI Amèrica Tour 2015
L'UCI Amèrica Tour 2015 és l'onzena edició de l'UCI Amèrica Tour, un dels cinc circuits continentals de ciclisme de la Unió Ciclista Internacional. Està format per trenta-una proves, organitzades entre el 14 de gener al 25 de desembre de 2015 a Amèrica.

## Evolució del calendari

### Gener
| Data  | Cursa            | País      | Cat. | Vencedor    | Equip                      |
| ----- | ---------------- | --------- | ---- | ----------- | -------------------------- |
| 9-18  | Volta al Táchira | Veneçuela | 2.1  | José Rujano | Gobernación de Mérida      |
| 19-25 | Tour de San Luis | Argentina | 2.1  | Daniel Díaz | Funvic-São José dos Campos |

### Febrer
| Data | Cursa                             | País                 | Cat. | Vencedor       | Equip                      |
| ---- | --------------------------------- | -------------------- | ---- | -------------- | -------------------------- |
| 22-1 | Volta a la Independència Nacional | República Dominicana | 2.2  | Robigzon Oyola | EPM Une-Area Metropolitana |

### Març
| Data | Cursa             | País    | Cat. | Vencedor       | Equip            |
| ---- | ----------------- | ------- | ---- | -------------- | ---------------- |
| 27-5 | Volta a l'Uruguai | Uruguai | 2.2  | Carlos Oyarzún | Selecció de Xile |

### Abril
| Data  | Cursa                     | País         | Cat. | Vencedor           | Equip               |
| ----- | ------------------------- | ------------ | ---- | ------------------ | ------------------- |
| 8-12  | Volta a Rio Grande do Sul | Brasil       | 2.2  | Byron Guamá        | Movistar Ecuador    |
| 23-26 | Joe Martin Stage Race     | Estats Units | 2.2  | John Murphy        | Unitedhealthcare    |
| 28-3  | Volta a Mèxic             | Mèxic        | 2.2  | Francisco Colorado | Canel's Specialized |
| 29-3  | Tour de Gila              | Estats Units | 2.2  | Rob Britton        | SmartStop           |

### Maig
| Data  | Cursa                                                        | País         | Cat. | Vencedor               | Equip                     |
| ----- | ------------------------------------------------------------ | ------------ | ---- | ---------------------- | ------------------------- |
| 7     | Campionats Panamericans de ciclisme en contrarellotge sub-23 | Mèxic        | CC   | Ignacio de Jesús Prado | Selecció de Mèxic         |
| 7     | Campionats Panamericans de ciclisme en contrarellotge        | Mèxic        | CC   | Carlos Oyarzún         | Selecció de Xile          |
| 9     | Campionats Panamericans de ciclisme en cursa en línia sub-23 | Mèxic        | CC   | Jhonatan Restrepo      | Selecció de Colòmbia      |
| 10    | Campionats Panamericans de ciclisme en cursa en línia        | Mèxic        | CC   | Byron Guamá            | Selecció de l'Equador     |
| 10-17 | Volta a Califòrnia                                           | Estats Units | 2.HC | Peter Sagan            | Tinkoff-Saxo              |
| 16    | Copa de la Federació Veneçolana de Ciclisme                  | Veneçuela    | 1.2  | Honorio Machado        | Gobierno de Nueva Esparta |
| 17    | Clàssic de la Federació Veneçolana de Ciclisme               | Veneçuela    | 1.2  | Miguel Ubeto           | Gobierno de Nueva Esparta |
| 27-31 | Volta del Paranà                                             | Brasil       | 2.2  | Rodrigo Araujo Melo    | Green-Piracicaba          |
| 28-31 | Gran Premi ciclista de Saguenay                              | Canadà       | 2.2  | Matteo Dal-Cin         | Silber                    |
| 31    | Winston Salem Cycling Classic                                | Estats Units | 1.2  | Toms Skujiņš           | Hincapie Racing Team      |

### Juny
| Data  | Cursa                        | País         | Cat. | Vencedor       | Equip                  |
| ----- | ---------------------------- | ------------ | ---- | -------------- | ---------------------- |
| 7     | Philadelphia Cycling Classic | Estats Units | 1.1  | Carlos Barbero | Caja Rural-Seguros RGA |
| 10-14 | Tour de Beauce               | Canadà       | 2.2  | Peio Bilbao    | Caja Rural-Seguros RGA |
| 12-21 | Volta a Veneçuela            | Veneçuela    | 2.2  | José Alarcón   | Lotería del Táchira    |

### Juliol
| Data | Cursa         | País   | Cat. | Vencedor   | Equip                          |
| ---- | ------------- | ------ | ---- | ---------- | ------------------------------ |
| 5    | Tour de Delta | Canadà | 1.2  | Eric Young | Optum-Kelly Benefit Strategies |

### Agost
| Data  | Cursa                                | País         | Cat. | Vencedor             | Equip                      |
| ----- | ------------------------------------ | ------------ | ---- | -------------------- | -------------------------- |
| 2-15  | Volta a Colòmbia                     | Colòmbia     | 2.2  | Óscar Sevilla        | EPM Une-Area Metropolitana |
| 3-9   | Tour de Utah                         | Estats Units | 2.HC | Joe Dombrowski       | Cannondale-Garmin          |
| 16    | International Road Cycling Challenge | Brasil       | 1.2  | Alexis Vuillermoz    | Selecció de França         |
| 17-23 | USA Pro Cycling Challenge            | Estats Units | 2.HC | Rohan Dennis         | BMC Racing                 |
| 23-30 | Tour de Rio                          | Brasil       | 2.2  | Gustavo César Veloso | W52-Quinta da Lixa         |

### Setembre
| Data | Cursa           | País         | Cat. | Vencedor          | Equip               |
| ---- | --------------- | ------------ | ---- | ----------------- | ------------------- |
| 2-7  | Tour d'Alberta  | Canadà       | 2.1  | Bauke Mollema     | Trek Factory Racing |
| 12   | The Reading 120 | Estats Units | 1.2  | Daniel Summerhill | UnitedHealthcare    |

### Octubre
| Data | Cursa                  | País              | Cat. | Vencedor         | Equip        |
| ---- | ---------------------- | ----------------- | ---- | ---------------- | ------------ |
| 4    | Tobago Cycling Classic | Trinitat i Tobago | 1.2  | Adderlyn Cruz    | Foundation   |
| 26-1 | Volta a Guatemala      | Guatemala         | 2.2  | Román Villalobos | Nestlé Giant |

### Novembre
| Data | Cursa                    | País   | Cat. | Vencedor         | Equip                      |
| ---- | ------------------------ | ------ | ---- | ---------------- | -------------------------- |
| 15   | Copa Amèrica de ciclisme | Brasil | 1.2  | Carlos Manarelli | Funvic-São José dos Campos |

### Desembre
| Data  | Cursa              | País       | Cat. | Vencedor          | Equip                    |
| ----- | ------------------ | ---------- | ---- | ----------------- | ------------------------ |
| 14-25 | Volta a Costa Rica | Costa Rica | 2.2  | Juan Carlos Rojas | Frijoles Los Tierniticos |

### Proves anul·lades
| Data          | Prova                                        | País         | Cat. | Causa                         |
| ------------- | -------------------------------------------- | ------------ | ---- | ----------------------------- |
| 29 agost      | Gran Premi de Portland                       | Estats Units | 1.2  | Posposada                     |
| 8-15 novembre | Tour de Brasil-Volta de l'Estat de São Paulo | Brasil       | 2.2  |                               |
| 14-18         | Volta a l'Equador                            | Equador      | 2.2  | Perill erupció volcà Cotopaxi |

## Classificacions
- Font: Resultats finals a la web de l'UCI Arxivat 2016-04-09 a Wayback Machine.

| #  | Ciclista                | Equip                          | Punts |
| 1  | Toms Skujiņš (LAT)      | Hincapie Racing                | 208,4 |
| 2  | Byron Guamá (ECU)       | Ecuador                        | 198   |
| 3  | Michael Woods (CAN)     | Optum-Kelly Benefit Strategies | 179   |
| 4  | Daniel Díaz (ARG)       | Funvic-São José dos Campos     | 158   |
| 5  | Óscar Sevilla (ESP)     | EPM-UNE-Área Metropolitana     | 136,6 |
| 6  | William Chiarello (BRA) | -                              | 135   |
| 7  | Miguel Ubeto (VEN)      | -                              | 129   |
| 8  | Manuel Rodas (GUA)      | -                              | 126   |
| 9  | Kiel Reijnen (EUA)      | UnitedHealthcare               | 124   |
| 10 | Josué González (CRC)    | -                              | 120   |

| # | Equip                          | País         | Punts |
| 1 | Optum-Kelly Benefit Strategies | Estats Units | 494   |
| 2 | Funvic-São José dos Campos     | Brasil       | 481   |
| 3 | Hincapie Racing                | Estats Units | 400   |
| 4 | UnitedHealthcare               | Estats Units | 343   |
| 5 | EPM-UNE-Área Metropolitana     | Colòmbia     | 332,2 |
| 6 | SmartStop                      | Estats Units | 315   |
| 7 | Ecuador                        | Equador      | 293   |
| 8 | Orgullo Antioqueño             | Colòmbia     | 200   |
| 9 | Jamis-Hagens Berman            | Estats Units | 190   |
| 9 | Silber                         | Canadà       | 190   |

| #  | País         | Punts  |
| 1  | Colòmbia     | 890,35 |
| 2  | Canadà       | 850    |
| 3  | Argentina    | 804    |
| 4  | Veneçuela    | 688    |
| 5  | Estats Units | 687    |
| 6  | Brasil       | 571,5  |
| 7  | Costa Rica   | 551    |
| 8  | Equador      | 396    |
| 9  | Xile         | 327    |
| 10 | Mèxic        | 256    |

| #  | País         | Punts  |
| 1  | Colòmbia     | 323,55 |
| 2  | Xile         | 151    |
| 3  | Estats Units | 123    |
| 4  | Argentina    | 111    |
| 5  | Canadà       | 97     |
| 6  | Mèxic        | 85     |
| 7  | Veneçuela    | 74     |
| 7  | Belize       | 74     |
| 9  | Equador      | 73     |
| 10 | El Salvador  | 70     |